# 顾重威
顾重威（1927年—），男，江苏无锡人，中国通信技术专家，曾任上海贝尔公司技术部CDE经理、教授级高级工程师。